# Racine (Virginia Occidental)
Racine es un lugar designado por el censo ubicado en el condado de Boone en el estado estadounidense de Virginia Occidental. En el Censo de 2010 tenía una población de 256 habitantes y una densidad poblacional de 193,05 personas por km².

## Geografía
Racine se encuentra ubicado en las coordenadas 38°8′23″N 81°39′13″O / 38.13972, -81.65361. Según la Oficina del Censo de los Estados Unidos, Racine tiene una superficie total de 1.33 km², de la cual 1.24 km² corresponden a tierra firme y (6.45%) 0.09 km² es agua.

## Demografía
Según el censo de 2010, había 256 personas residiendo en Racine. La densidad de población era de 193,05 hab./km². De los 256 habitantes, Racine estaba compuesto por el 100% blancos, el 0% eran afroamericanos, el 0% eran amerindios, el 0% eran asiáticos, el 0% eran isleños del Pacífico, el 0% eran de otras razas y el 0% pertenecían a dos o más razas. Del total de la población el 0% eran hispanos o latinos de cualquier raza.